# Tom Berenger
Tom Berenger (născut Thomas Michael Moore; n. 31 mai 1949, Chicago, Illinois, SUA) este un actor american cunoscut mai cu seamă datorită rolurilor pe care le-a avut în filme de acțiune.

## Filmografie
- Indienii din Cleveland (1989)
- Dușmanul dușmanului meu (1999)